# Monte Soza
Il Monte Soza (in lingua inglese: Mount Soza) è una massiccia montagna antartica, alta 2.190 m e situata nei Monti Bowers, che comprende il fianco orientale del Ghiacciaio Rennick, tra i punti di confluenza dei ghiacciai tributari Alt e Carrier.
La denominazione è stata assegnata dall'Advisory Committee on Antarctic Names (US-ACAN) in onore di Ezekiel R. Soza, ingegnere topografico dell'United States Geological Survey (USGS) e membro delle campagne di rilevazione topografica dell'USGS denominate Topo North e Topo South (1961-62), Topo East e Topo West (1962-63).

Utilizzando elicotteri a turbina dell'U.S. Army che consentivano spostamenti rapidi, i gruppi di rilevazione poterono effettuare un controllo geodetico dei Monti Transantartici tra l'area di Capo Hallett e il Ghiacciaio Beardmore durante la prima stagione esplorativa (Topo North e South); nel corso della seconda stagione il controllo geodetico fu esteso dal Capo Hallett fino alle Wilson Hills (Topo West), e dalle pendici del Ghiacciaio Beardmore fino a tutte le Horlick Mountains (Topo East). Soza era il leader del gruppo di mappatura dei Monti Pensacola nella stagione 1965-66.